# ناحیه بریده
ناحیه بریده (به عربی: بریدة) یک ناحیه در الجزایر است که در استان الاغواط واقع شده‌است. ناحیه بریده ۱۴٬۵۷۳ نفر جمعیت دارد.